# Haslen, Appenzell Innerrhoden
Haslen (Haslen AI) är huvudort i distriktet Schlatt-Haslen i Schweiz. Den ligger i kantonen Appenzell Innerrhoden, i den östra delen av landet, 150 km öster om huvudstaden Bern. 